# Orpelów-Numerki
Orpelów-Numerki – wieś w Polsce położona w województwie łódzkim, w powiecie pabianickim, w gminie Dobroń.
W latach 1975–1998 miejscowość należała administracyjnie do województwa sieradzkiego.
W miejscowości działała wytwórnia podłoża do pieczarek. Aktualnie znajduje się tam producent żywności ekologicznej ParkAgro Sp. z o.o Sp.K.